# Павлов, Владимир Викторович (политик)
Владимир Викторович Павлов (родился 1 июня 1976, Челябинск, РСФСР, СССР) — российский политический деятель, депутат Государственной думы VIII созыва с 2021 года.

## Биография
Владимир Павлов родился 1 июня 1976 года в Челябинске в семье Виктора Павлова (впоследствии доктора технических наук, основателя и президента промышленной группы «Абразивные Заводы Урала») и врача-психиатра Галины Павловой. В 2001 году он окончил Магнитогорский государственный технический университет им. Г. И. Носова по специальности «Металлургия чёрных металлов». С 1998 года работал на крупных машиностроительных и металлургических предприятиях. В 2011—2012 годах занимал пост министра промышленности и природных ресурсов Челябинской области, получил классный чин «Действительный государственный советник Челябинской области 3 класса». С 2017 года преподавал в Южно-Уральском государственном университете (доцент кафедры экономической теории, государственного и муниципального управления и региональной экономики), был заместителем генерального директора по специальной работе ПАО «Челябинский трубопрокатный завод» и АО «Первоуральский Новотрубный Завод».
В 2020 году Павлов был избран депутатом Законодательного собрания Челябинской области VII созыва по одномандатному округу № 25 и стал вице-спикером. В сентябре 2021 года был избран в Государственную думу VIII созыва, где вошёл в состав фракции «Единой России» и стал членом комитета по промышленности и торговле. Из-за вторжения России на Украину Павлов находится под санкциями Евросоюза, США, Новой Зеландии.